# Nationaal Coördinator tegen Discriminatie en Racisme
De Nationaal Coördinator tegen Discriminatie en Racisme (NCDR) is een overheidsfunctionaris in Nederland, die op 15 oktober 2021 werd ingesteld om de aanpak van discriminatie en racisme te versterken.
Rabin S. Baldewsingh is aangesteld als de eerste NCDR voor een periode van drie jaar. Hij valt onder verantwoordelijkheid van de Minister van Binnenlandse Zaken en Koninkrijksrelaties, maar heeft een onafhankelijke rol.

## Achtergrond
De Black Lives Matter-protesten in 2020 en de maatschappelijke verontwaardiging over de kwalijke rol van de Nederlandse overheid in de Toeslagenaffaire zijn een aanjager geweest voor de start van het instellen van de NCRD. Instutioneel racisme werd nu bewezen gevonden in overheidsinstellingen wat het vertrouwen van de burger in de overheid aantastte. Het Sociaal Cultureel Planbureau publiceerde het rapport "Ervaren discriminatie in Nederland II", de Parlementaire ondervragingscommissie Kinderopvangtoeslag het rapport ‘Ongekend onrecht’ (uitgebracht op 17 december 2020) en de door de Eerste Kamer ingestelde Parlementaire Onderzoekscommissie effectiviteit discriminatiewetgeving het rapport "Gelijk recht doen" (uitgebracht op 14 juni 2022).
De overheid koos daarom duidelijk voor een aanpak waarbij de samenleving en de Nederlandse burger centraal werd gezet.  Tevens werden de nog niet nagekomen afspraken uit het VN Internationaal decennium voor mensen van Afrikaanse afkomst meegenomen en beleidsversterking op andere discriminatiegronden. 

## Nationaal Programma
De NCDR is een regeringscommissaris met als belangrijkste opdracht: het bevorderen van de totstandkoming en de uitvoering van een meerjarig Nationaal Programma tegen Discriminatie en Racisme. Om input hiervoor op te halen overlegt hij met overheden, zoals de bij antidiscriminatiebeleid betrokken ministeries, met maatschappelijke initiatieven, bewegingen en belangengroepen op het terrein van discriminatie en racisme en met bedrijven. De NCDR moet ervoor zorgen dat het Programma leidt tot resultaten die in de hele samenleving bijdragen aan het tegengaan van racisme en discriminatie, ook in het Caribisch deel van Nederland.
De NCDR heeft het eerste Nationaal Programma op 19 september 2022 aangeboden aan het Kabinet. In een begeleidende brief kondigde hij aan jaarlijks een nieuw, aanvullend Programma aan te bieden. Voorgestelde maatregelen in het Programma  zijn verdeeld in hoofdstukken (1) beter erkennen en voorkomen van discriminatie en racisme; (2) beter herkennen en melden van discriminatie en racisme en (3) beter kunnen bijstaan en beschermen van slachtoffers van discriminatie en racisme. Agendering en besluitvorming van het Nationaal Programma ligt in handen van de minister van Binnenlandse Zaken en Koninkrijksrelaties.
Voorbeelden van voorgestelde maatregelen (per hoofdstuk):
Beter erkennen en voorkomen van discriminatie en racisme
- Nadrukkelijk gaan stilstaan bij de Internationale Dag tegen Racisme en Discriminatie op 21 maart
- Aanpassing term ‘ras’ in de grondwet
- Kosteloze naamswijziging voor nazaten van tot slaaf gemaakte personen
- 1 juli Nationale feestdag
- Diversiteit en inclusie via inkoop Rijk

Beter herkennen en melden van discriminatie en racisme
- Grotere zichtbaarheid voor antidiscriminatievoorzieningen
- Meldingsbereidheid vergroten
- Stagediscriminatie
- Discriminatie in de zorg

Beter kunnen bijstaan en beschermen van slachtoffers van discriminatie en racisme
- Neutraliteit en inclusiviteit bij de politie
- Onderzoek naar discriminatie en racisme binnen de politie
- Tegengaan van institutioneel racisme
- ‘Seksuele gerichtheid’ als term invoeren
- Evaluatie en aanpassing ’Rotterdamwet’
- Opheffen ongelijkheid tussen Caribisch en Europees Nederland